# Armadilloniscus aegaeus
Armadilloniscus aegaeus är en kräftdjursart som beskrevs av Helmut Schmalfuss 1981. Armadilloniscus aegaeus ingår i släktet Armadilloniscus och familjen Detonidae. Inga underarter finns listade i Catalogue of Life.